# 霍洛斯基夫 (卡緬涅茨-波多利斯基區)
48°44′43″N 26°33′2″E / 48.74528°N 26.55056°E
霍洛斯基夫（烏克蘭語：Голосків），是烏克蘭的村落，位於該國西部赫梅利尼茨基州，由卡緬涅茨-波多利斯基區胡門齊市鎮管轄，面積4.21平方公里，2001年人口1,661，人口密度每平方公里394.44人。